# LMG-760
LMG-760 é uma rodovia estadual brasileira de Minas Gerais. Começa na BR-262 em São José do Goiabal e termina em Cava Grande, distrito do município de Marliéria, em um percurso de 56,8 km. Também atende ao distrito de Baixa Verde, em Dionísio. Constitui uma forma de ligação entre a Região Metropolitana do Vale do Aço e a rodovia federal, além de encurtar o acesso à Zona da Mata Mineira. O processo de pavimentação da via teve início na década de 1980 e sua obra foi marcada por paralisações e reinícios, sendo concluída somente em 2023.
Também serve como um dos principais acessos ao Parque Estadual do Rio Doce, via Cava Grande, tanto para quem vem de Belo Horizonte quanto do Vale do Aço. O acesso do Vale do Aço à rodovia é possível a partir do interior do perímetro urbano de Timóteo, passando por um trecho que tem um limite de carga de 10 toneladas entre os bairros Centro-Sul e Ana Rita.

## História
A rodovia recebeu sua primeira terraplanagem em 1980, quando o então governador Newton Cardoso anunciou a pavimentação da pista. Os serviços, no entanto, foram abandonados e o asfaltamento não procedeu. Em 31 de agosto de 2013, novas obras de pavimentação foram iniciadas sob a presença do então governador Antonio Anastasia, porém foram paralisadas a mando do Ministério Público do Estado de Minas Gerais em dezembro do mesmo ano. Por estar situada dentro de um remanescente de uma área de preservação ambiental, era necessária uma licença ambiental expedida pelo Departamento de Estradas de Rodagem do estado (DER-MG) que entrasse em consenso com a Secretaria de Estado de Meio Ambiente e Desenvolvimento Sustentável (Semad) e a Advocacia Geral do Estado (AGE).
Antes do início das obras, entre junho e julho de 2013, uma série de bloqueios e manifestações foi realizada exigindo o começo da pavimentação da rodovia, bem como ocorreu em algumas ocasiões após a interrupção dos serviços. Em junho de 2017, o licenciamento ambiental expedido pelo DER-MG foi aprovado pela Câmara Técnica de Infraestrutura, Saneamento e Urbanização (CIF) do Conselho de Política Ambiental (COPAM). Com isso, em 26 de julho do mesmo ano houve a visita do governador Fernando Pimentel para reiniciar as obras.
Em outubro de 2018, portanto ainda no governo de Fernando Pimentel, as obras foram paralisadas mais uma vez sem previsão de retorno, em meio à crise econômica enfrentada pelo estado. A paralisação ocorreu poucos dias após o fim do período eleitoral das eleições gerais daquele ano. Em 4 de agosto de 2020, foi expedida uma nova ordem de serviço pelo governador Romeu Zema, mediante recursos da Fundação Renova.
A pavimentação da LMG-760 foi concluída e inaugurada em 17 de agosto de 2023, com uma solenidade realizada no quilômetro um, em São José do Goiabal, sob a presença do governador Romeu Zema, prefeitos da região e outras autoridades políticas. Com a inauguração do asfalto, outra demanda é a construção de um contorno rodoviário, de modo que seja evitado o acesso do Vale do Aço à estrada por dentro do perímetro urbano de Timóteo, que possui limite de carga. O acesso seria feito por meio de uma variante da rodovia estadual a ser construída, ligando o bairro Limoeiro a Cava Grande. Na ocasião, havia um projeto de engenharia em fase de estudos, mas sem previsão de execução.